# Cerveruela
Cerveruela – gmina w Hiszpanii, w prowincji Saragossa, w Aragonii, o powierzchni 23,49 km². W 2011 roku gmina liczyła 41 mieszkańców.